# RET Fast Ferry

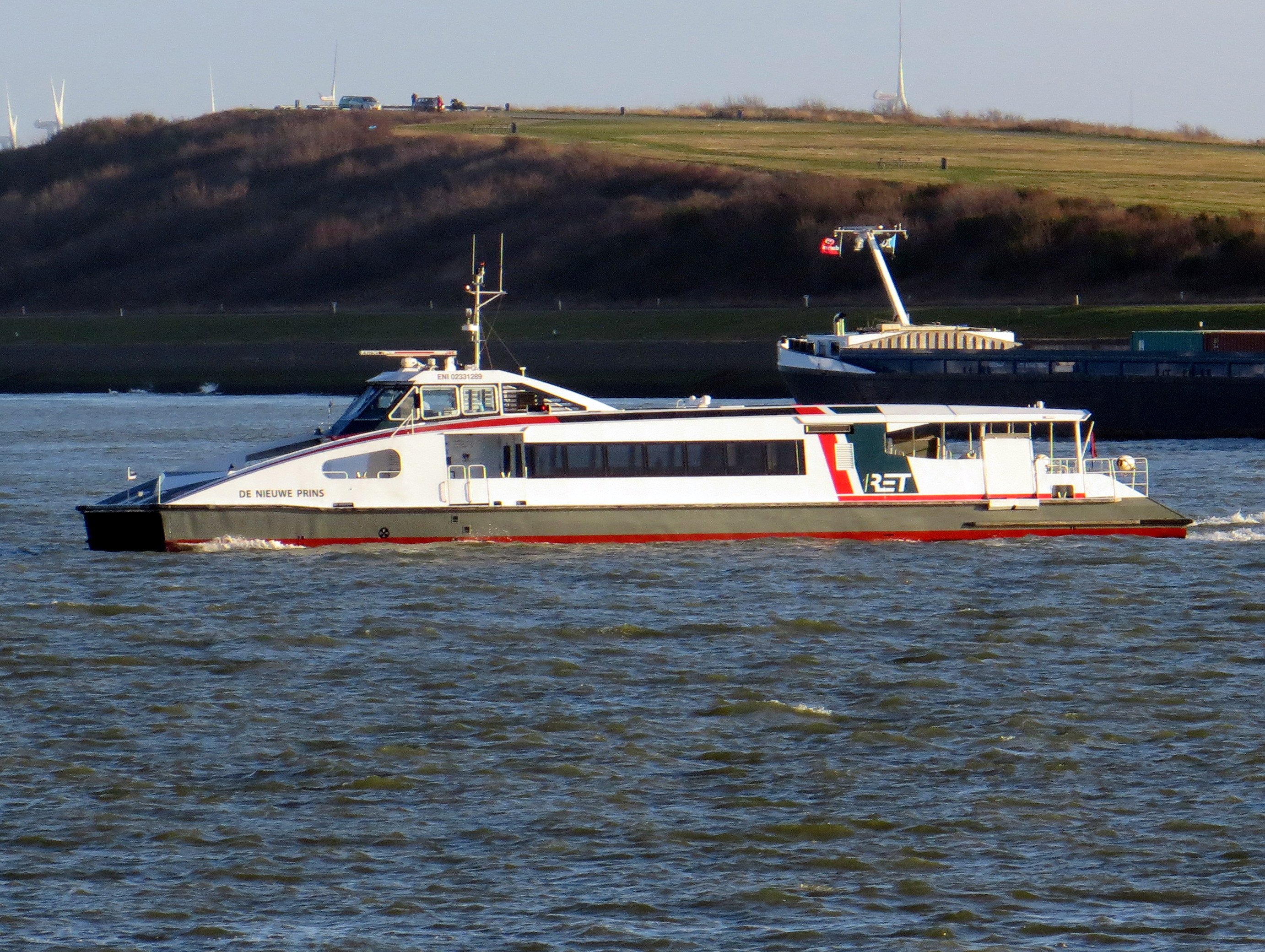
Fast Ferry 'De Nieuwe Prins'

De  RET Fast Ferry was een veerdienst tussen Hoek van Holland en de Maasvlakte voor voetgangers en fietsers. De RET voerde deze dienst uit sinds 2008, na een aanbesteding door de Stadsregio Rotterdam. Op 30 december 2021 voer de boot de route voor het laatst. De Maasvlakte kreeg per 2022 een openbaarvervoerverbinding over de weg met een belbus vanuit Brielle.

## Traject
De veerboot voer tussen de Berghaven in Hoek van Holland en de Maasvlakte, met een vaartijd van ongeveer 25 minuten per richting. Op bepaalde diensten werden ook de Pistoolhaven en de Scheurhaven, op de Rozenburgse Landtong, bediend. In Hoek van Holland sloot de dienst aan op metrolijn B vanuit het station Hoek van Holland Haven. 
Er werd een uursfrequentie gehanteerd tussen 6 en 19 uur. In de wintermaanden was de dienst beperkt tot enkele vaarten in de ochtend en in de avond, zonder bediening in het middelste dagdeel en in het weekend.

## Schip
De dienst werd sinds juni 2008 uitgevoerd door een schip van het type 'Damen Water Bus 3007 genaamd De Nieuwe Prins, gebouwd door Damen Shipyards Group. Het schip beschikt over 80 zitplaatsen en 50 staplaatsen, naast twee bemanningsleden.
Het schip is, nadat het uit dienst is genomen, nog gesignaleerd in de haven van Yanbu in Saoedi Arabië.